# Giorgi II.
Giorgi II. (georgisch გიორგი II; * um 1050; † 1112) war König von Georgien von 1072 bis 1089. Er ist der Sohn von Bagrats IV.

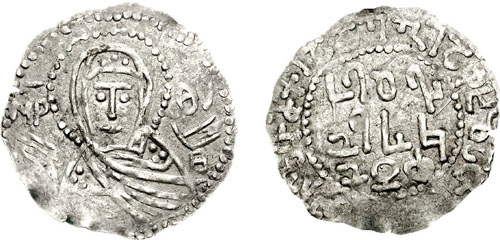
Münze aus der Zeit von Giorgi II.

## Leben
Bereits ein Jahr nach seinem Regierungsantritt kam es zu einer Verschwörung des hohen Feudaladels gegen den König, die aber von königstreuen Truppen niedergeschlagen werden konnte. Jedoch mischte sich jetzt der Seldschukensultan Malik-Schah (1072–1092) in die Feudalfehden ein. 1074 überfiel er Georgien. Aber Giorgi konnte die Seldschuken bei Parzchisi besiegen und vertreiben.
1080 überfielen sie erneut Georgien und zerstörten mehrere bedeutende georgische Städte, wie Samschwilde, Kutaissi und Artanudschi. Viele Festungen und Klöster fielen ihrem Ansturm zum Opfer. 1088 war Giorgi gezwungen Ostgeorgien mit der Hauptstadt Tiflis an die Seldschuken abzutreten und dem Sultan Tribut zu zahlen. Er behielt lediglich Gebiete jenseits des Lichi-Gebirges, d. h. Imeretien und Abchasien.
Als 1089 ein Erdbeben Georgien heimsuchte, sah dies der König als ein Zeichen des Himmels und ging in ein Kloster. Die Herrschaft überließ er seinem 17-jährigen Sohn David IV., den er bereits 1085 zum Mitregenten ernannt hatte. Urkunden weisen ihn aber noch bis 1112 als Mitregenten seines Sohnes aus. 
Die Seldschukenherrschaft über Ostgeorgien dauerte von 1080 bis 1122 und ging als Große türkische Eroberung in die georgische Geschichte ein. Erst 1122 mit der Eroberung von Tiflis durch Giorgis Sohn, David, wurde Georgien vollständig von der Seldschukenherrschaft befreit.